# 聖徳記念絵画館

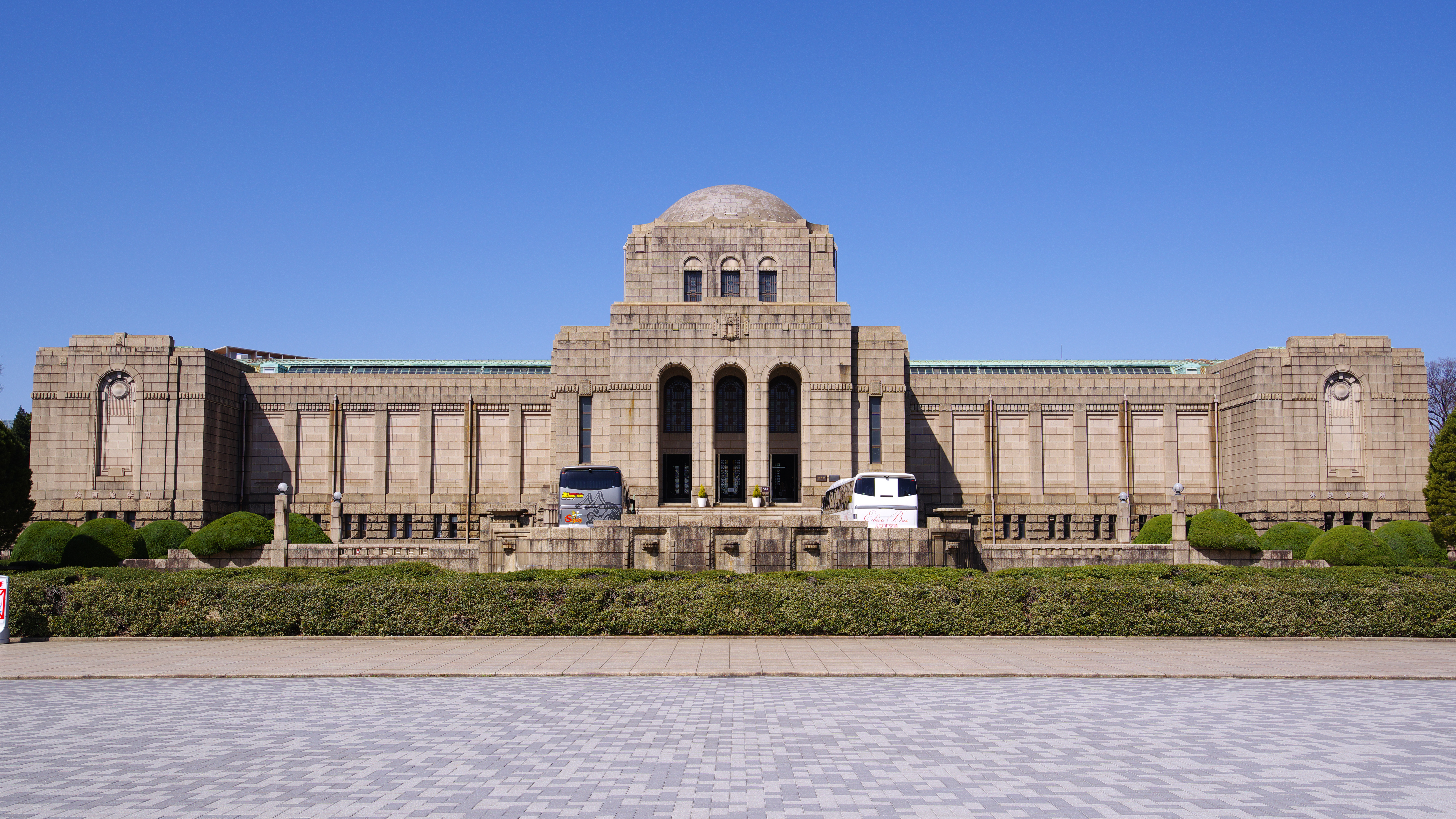
正面から見た絵画館

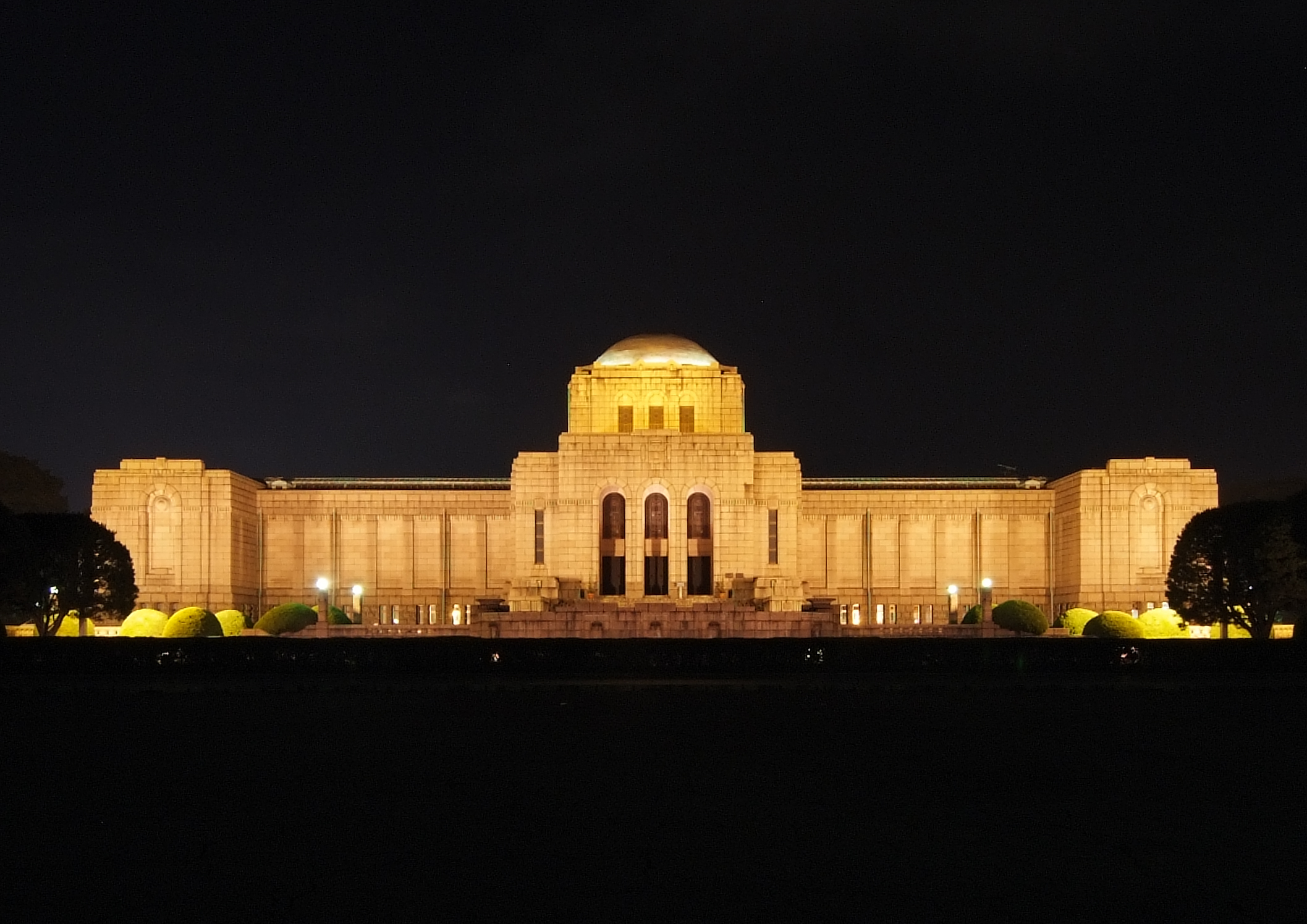
ライトアップされた夜の絵画館

聖徳記念絵画館（せいとくきねんかいがかん）は、東京都新宿区の明治神宮外苑にある美術館。
神宮外苑の中心的な建物で、明治天皇の生涯に昭憲皇太后の在世中の事績を交えつつ各時代を描いた歴史的・文化的にも貴重な壁画を展示している。維持管理は宗教法人明治神宮の予算で賄われており、他からの援助は一切受けていない。令和9年5月末（予定）まで保存修理工事のため休館している。

## 歴史
1915年（大正4年）12月15日に明治神宮奉賛会が成立した後、事績のどの場面を画題とするか検討するため、1917年（大正6年）5月25日に明治神宮奉賛会の働きで、画題選定に関する委員及特別顧問規定が設けられた。絵画委員長の正木直彦の紹介で洋画家の五姓田芳柳により、考証や現地取材に基づく「画題考証図」が作成され、これを参考に検討を重ねて1918年（大正7年）9月21日に80題を選出した。そして前半生の40点を日本画家、後半生の40点を洋画家が担当することになった。壁画は縦3m×横2.7mの画面寸法画一主義を採用。
建物は明治天皇の大喪儀が行われた旧青山練兵場の葬場殿跡地で1919年（大正8年）10月3日に着工し、関東大震災による中断を経て1926年（大正15年）10月22日に竣工した。そもそも明治神宮外苑の造営の主たる目的でもある建物である。現在でも、建築当初のままのドーム状の荘厳な石造建築を見ることができる。
建物の完成に比べ、絵画館に納める壁画の製作は遅れに遅れた。1926年の絵画館竣工時に奉納された壁画は80点のうち下記のわずか5点で、うち日本画は《西南役…》の1点のみだった。
- 近藤樵仙《西南役熊本籠城》
- 五味清吉《山形秋田巡幸鉱山御覧》
- 寺崎武男《軍人勅諭下賜》
- 五姓田芳柳《枢密院憲法会議》

- 鹿子木孟郎《日露役奉天戦》

計11点が奉納された1927年（昭和2年）10月1日から、土・日・祝日限定で一般仮公開を開始。ようやく1936年（昭和11年）4月21日になって、最後の以下5点
- 岡田三郎助《行幸諸藩軍艦御覧》
- 藤島武二《東京帝国大学行幸》
- 和田英作《憲法発布式》
- 松岡映丘《神宮親謁》

- 結城素明《内国勧業博覧会行幸啓》

が奉納され、同日、明治神宮奉賛会総裁閑院宮載仁親王臨席のもと中央ホールで完成記念式典が挙行された。だが式典当日まで加筆を行う画家もおり、児島虎次郎、平福百穂、小堀鞆音、蔦谷龍岬、吉川霊華、石橋和訓、長原孝太郎の画家7名は揮毫依頼を受けながら完成を待たずに死去した。翌1937年（昭和12年）4月20日、昭和天皇・香淳皇后が行幸啓し、翌4月21日から一般本公開を開始。
1944年（昭和19年）12月21日、戦局の悪化に伴い閉館。1945年（昭和20年）9月18日～1947年（昭和22年）、進駐軍により接収される。1948年（昭和23年）に再開館したが、戦争関連の壁画18点は非公開となった。この18点は1952年（昭和27年）、サンフランシスコ講和条約の発効以降に復元展示された。
1968年（昭和43年）には、明治百年を記念して絵画館学園が館内に開校し、絵画や陶芸などを学ぶ施設も備わった。1984年（昭和59年） からは5カ年計画で、傷みが激しい壁画を修復し、1989年（平成元年）には、壁画の防護と永久保存を目的に、延べ250メートルの壁画全面にミュージアムガラスのスクリーンを設置。自然採光に加えて特殊照明も導入した。従来、壁画は手を触れられるほど間近に拝観できたが、現在は壁画面から2メートル隔てて特製強化ガラスによるシールドも設置されている。さらに、正面入口にヨーロッパ風に設計された門扉を追加し、入口上部ステンドグラス3枚を新デザインのものに交換した。 1990年（平成2年）からは夜間のライトアップを実施。 2003年（平成15年）、絵画館は明治神宮宝物殿（1921年築、大江新太郎設計）、桃林荘（建宮敬仁親王の御殿） と共に東京都選定歴史的建造物に指定された。2011年（平成23年）には、「直線的意匠と先駆的技術を採用した、わが国初期の美術館建築」と評価され、明治神宮宝物殿と共に国の重要文化財に指定された。2025年（令和7年）4月1日から2027年（令和9年）5月末（予定）まで、壁画と建物を維持するための工事「重要文化財 聖徳記念絵画館 保存修理工事」のため休館。

## 建物の概要
- 着工: 1919年（大正8年）3月5日
- 竣工: 1926年（大正15年）10月22日
- 鉄筋コンクリート2階建て。面積: 延べ4700 m2。
- 高さ: 約32 m（ドームの頂上部） 幅: 約112 m 奥行き: 約34 m。
- 設計原案: 小林正紹（公募による選定）[5]
- 実施設計: 高橋貞太郎、小林政一

設計は公募による建築設計競技（1918年実施）で1等となった大蔵省臨時建築部技手小林正紹の案がもとになっている。佐野利器の指導のもと、明治神宮造営局の高橋貞太郎が設計をまとめ、後任の小林政一が完成させた。
外観は花崗岩貼り、中央に径15メートルのドームを戴く左右対称の構成とし、当時流行のセセッション風の重厚な意匠でまとめている。内部中央の大広間の装飾は、床に大理石とモザイクタイル、壁面に色変わりの大理石と石膏彫刻、天井に石膏彫刻を用いている。同時期に建設された明治神宮宝物殿が鉄筋コンクリート造ながら外観は伝統的木造建築のそれを忠実に再現しているのとは対照的に、この絵画館には当時最新式の西洋の技術と意匠が用いられている。これら両建築の様式の違いは、日本の近代化の象徴であるとともに伝統文化の継承者でもあるという明治天皇の二面性を象徴するものだといわれている。
建物は2011年（平成23年）に重要文化財に指定。絵画館のほか、以下の物件が重要文化財の附（つけたり）として指定されている。
- 葬場殿趾円壇 - 絵画館の裏手にある
- 角池（壁面蛇口付、外周路地を含む） - 絵画館正面にあり、1959年（昭和34年）から3年間「かっぱ天国」という名で子供用プールとして使用された。
- 丸池（噴水付、腰掛4台を含む） - 神宮外苑のイチョウ並木の終点付近にある

## イチョウ並木

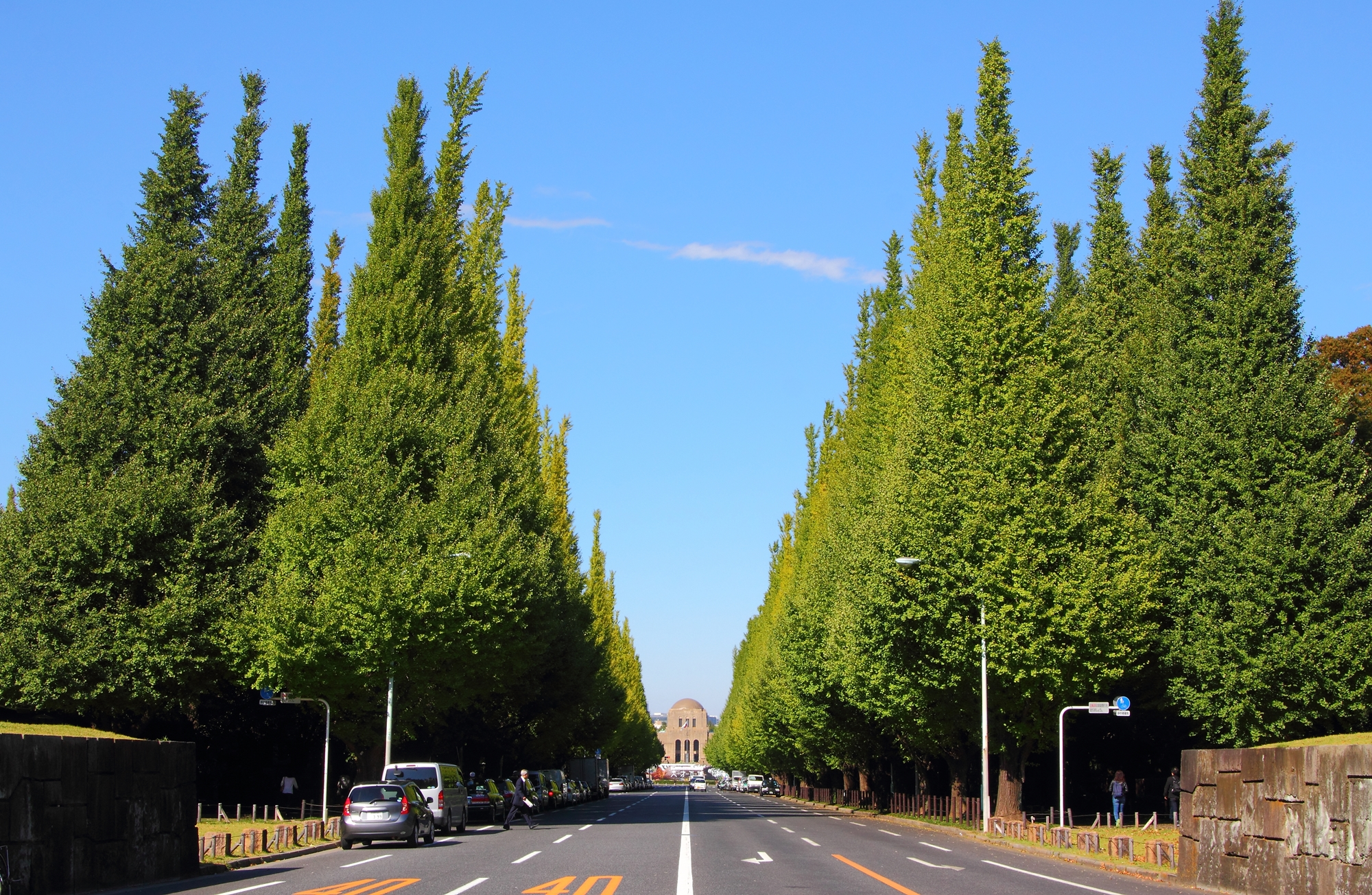
神宮外苑銀杏並木 (10月)

明治神宮外苑の入り口でもある青山通りからこの建物を見ると、イチョウ（銀杏）の並木が絵画館が中心になるように沿って植えられている。絵画館に近づくにつれより低いイチョウが植えられており、遠近法を用いて実際の距離より絵画館が遠方にあるように見えるよう表現されているのも特徴的で、建物自体の荘厳さを高めている。
これらのイチョウは、1926年（大正15年）の明治神宮外苑創建に先立って、1923年（大正12年）に植栽されたもので、並木の総本数は雄木44本、雌木102本の合計146本。新宿御苑の同じイチョウから種を採取した、いわば「兄弟姉妹」である。設計者は、関東大震災後の復興事業で隅田公園や錦糸公園、山下公園などの建設も指揮した造園家、折下吉延。造営の責任者は、当時道路工学の権威であった藤井真透が務めた。
1994年（平成6年）には、読売新聞社選定の「新・日本街路樹100景」の一つに選定されており、多くの映画やテレビドラマのロケ地ともなっているほか、紅葉の季節には多くの観光客が訪れる。変わった所では、『笑点』の大喜利の座布団10枚獲得景品として、並木の下に落ちていた銀杏が贈呈されたことがある。
交通アクセスは、電車は、ＪＲ信濃町駅より徒歩10分、地下鉄外苑駅・青山一丁目駅より徒歩5分、車は、首都高速外苑出口から5分。駐車場は396台、1日1回1600円。
ギャラリー

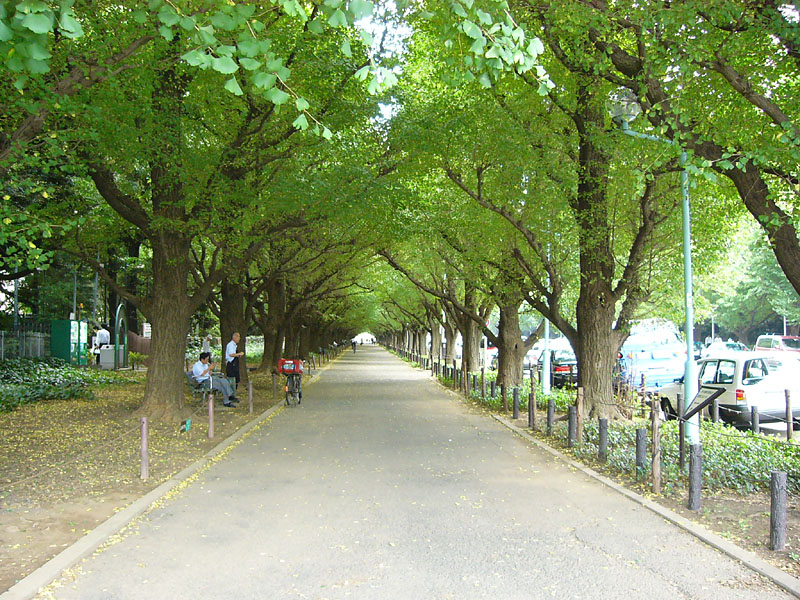
9月の銀杏並木
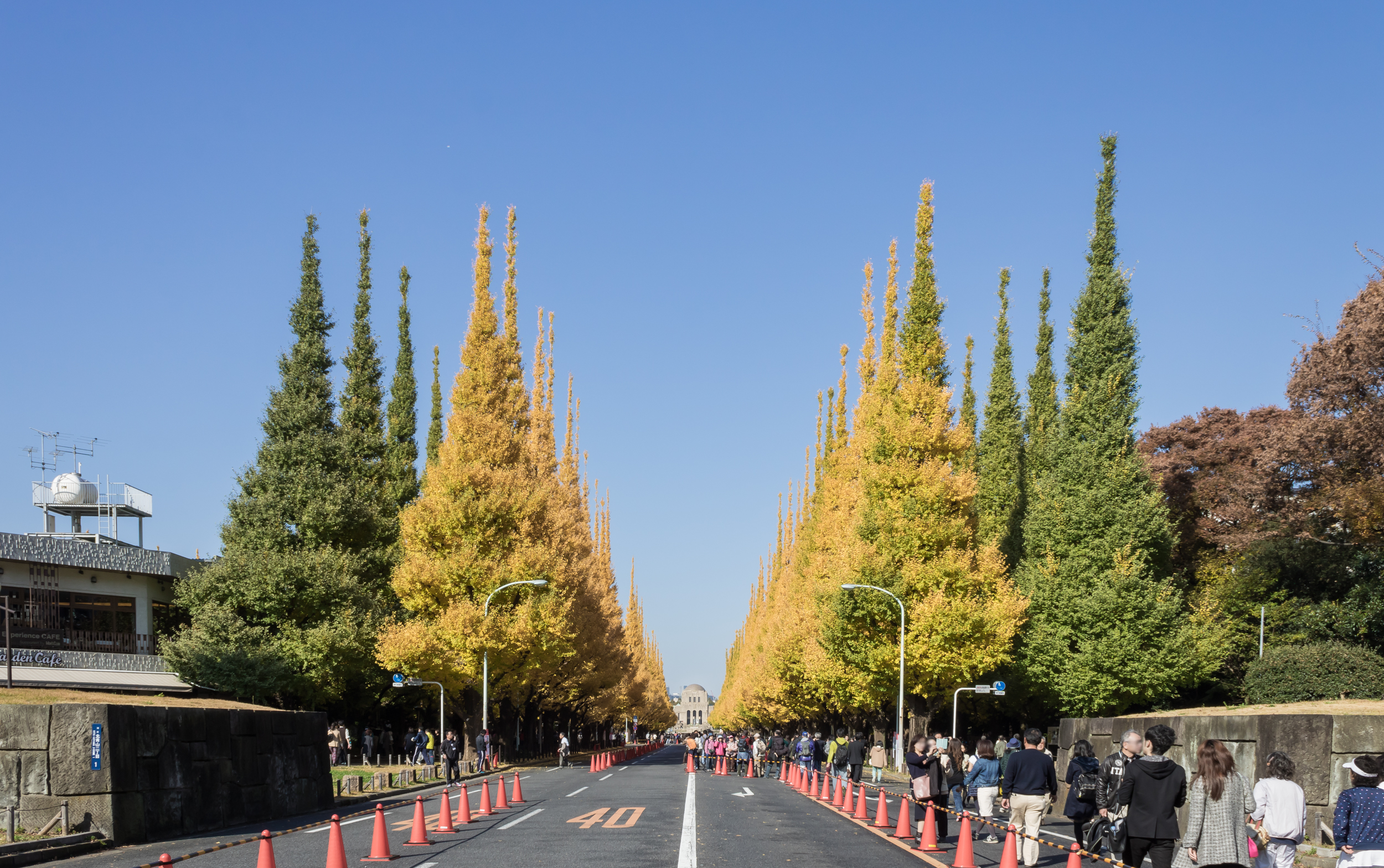
秋は紅葉で賑わう (11月)
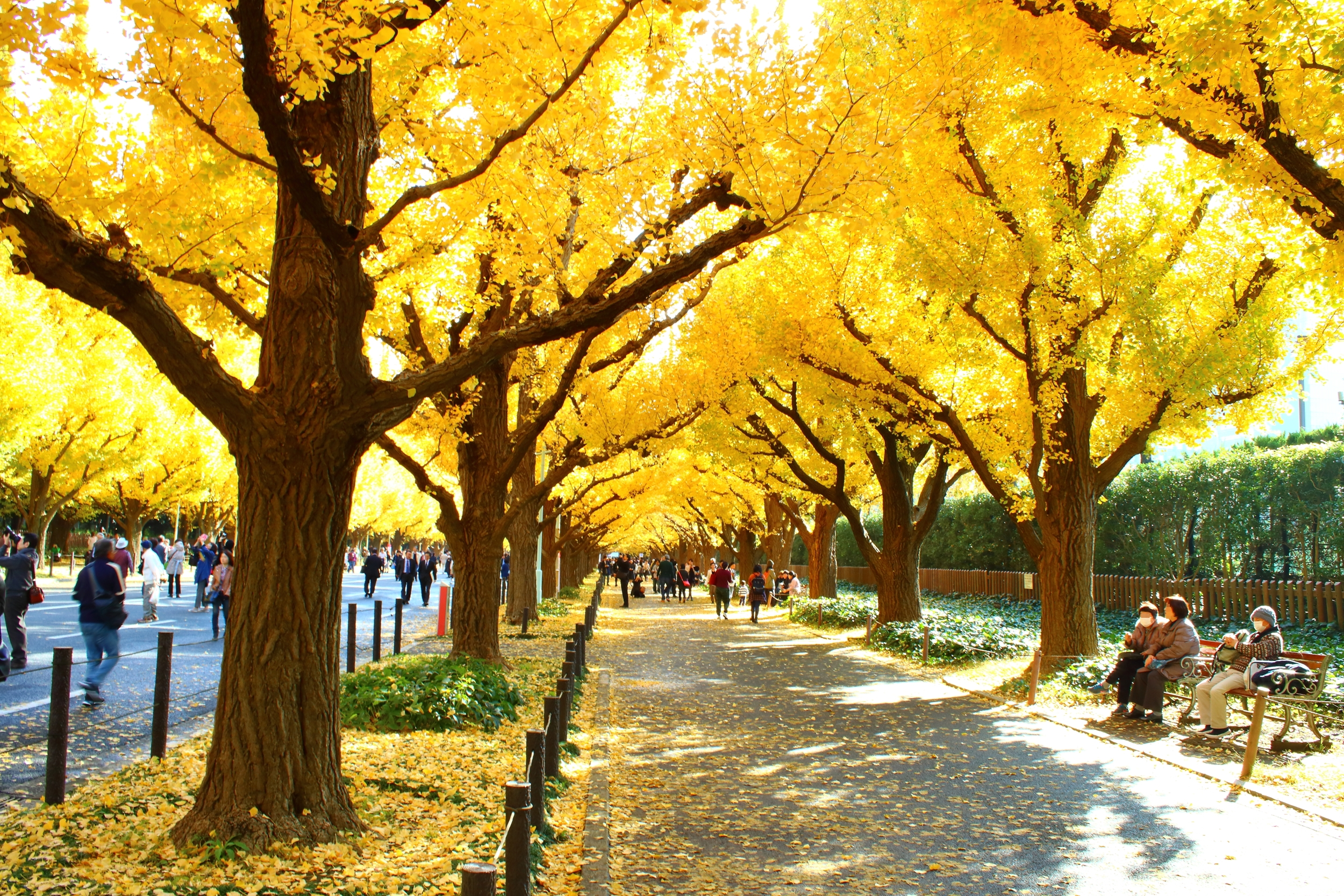
黄色一色となる並木道 (11月)
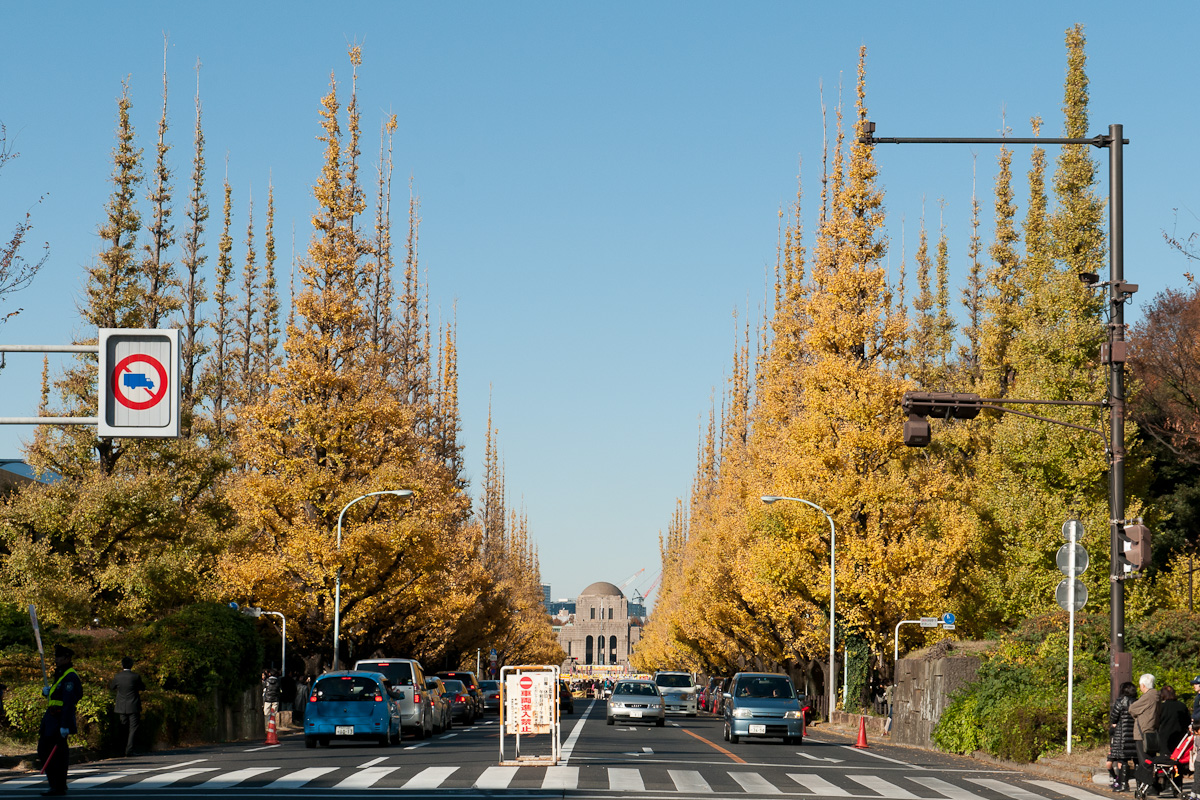
遠近法により絵画館が中心になるように表現されている (12月)
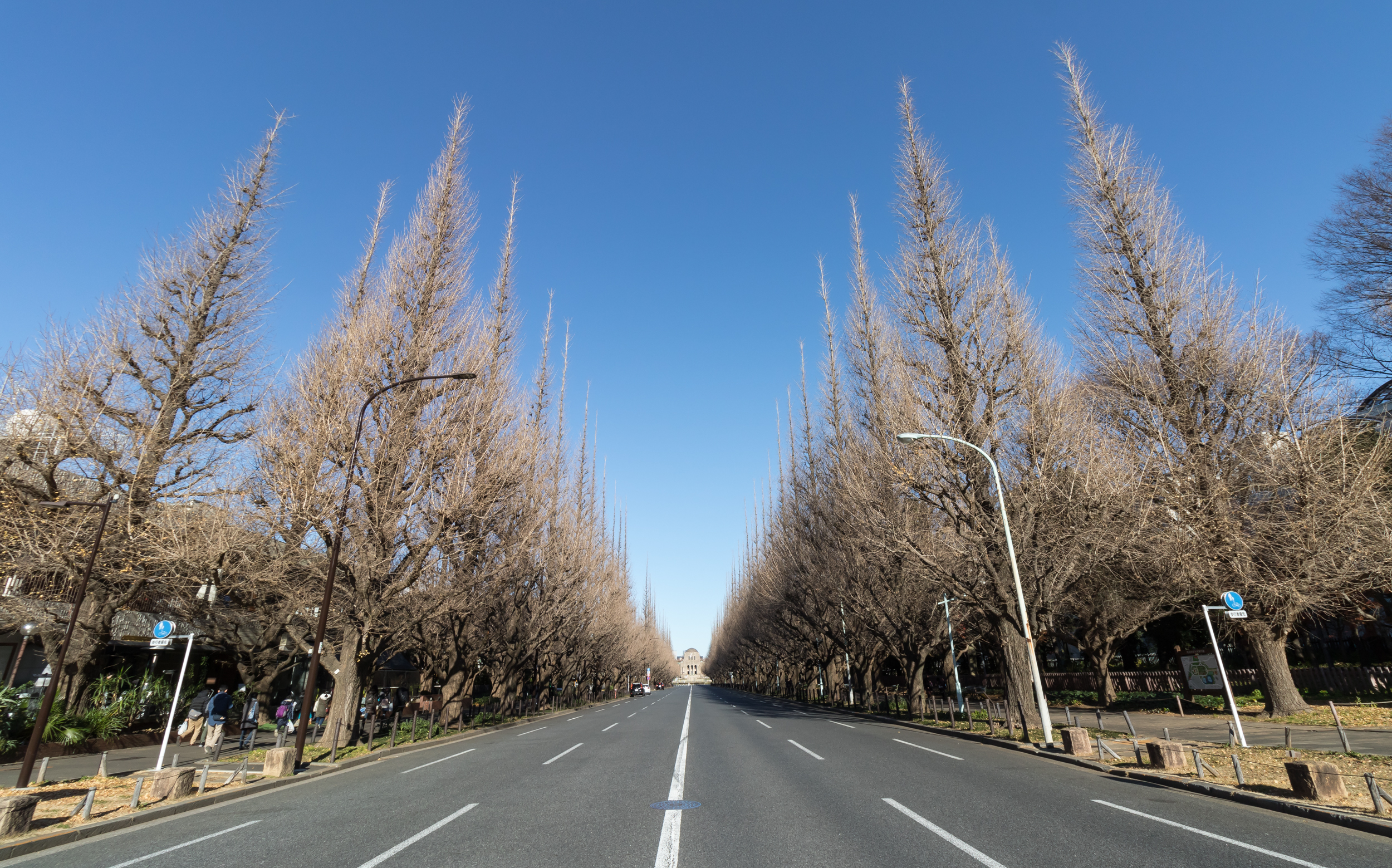
冬の銀杏並木 (1月)

## 展示壁画

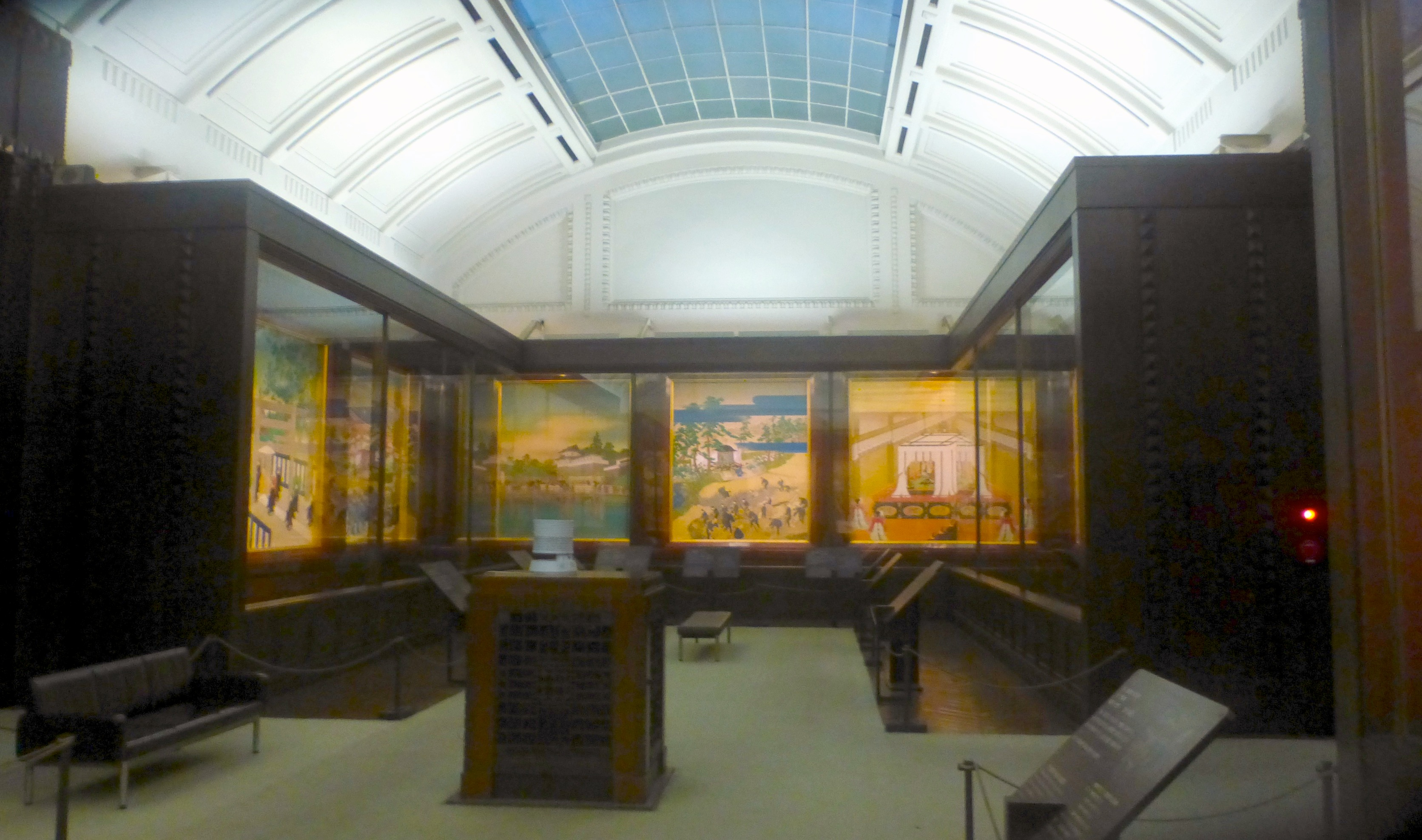
展示風景
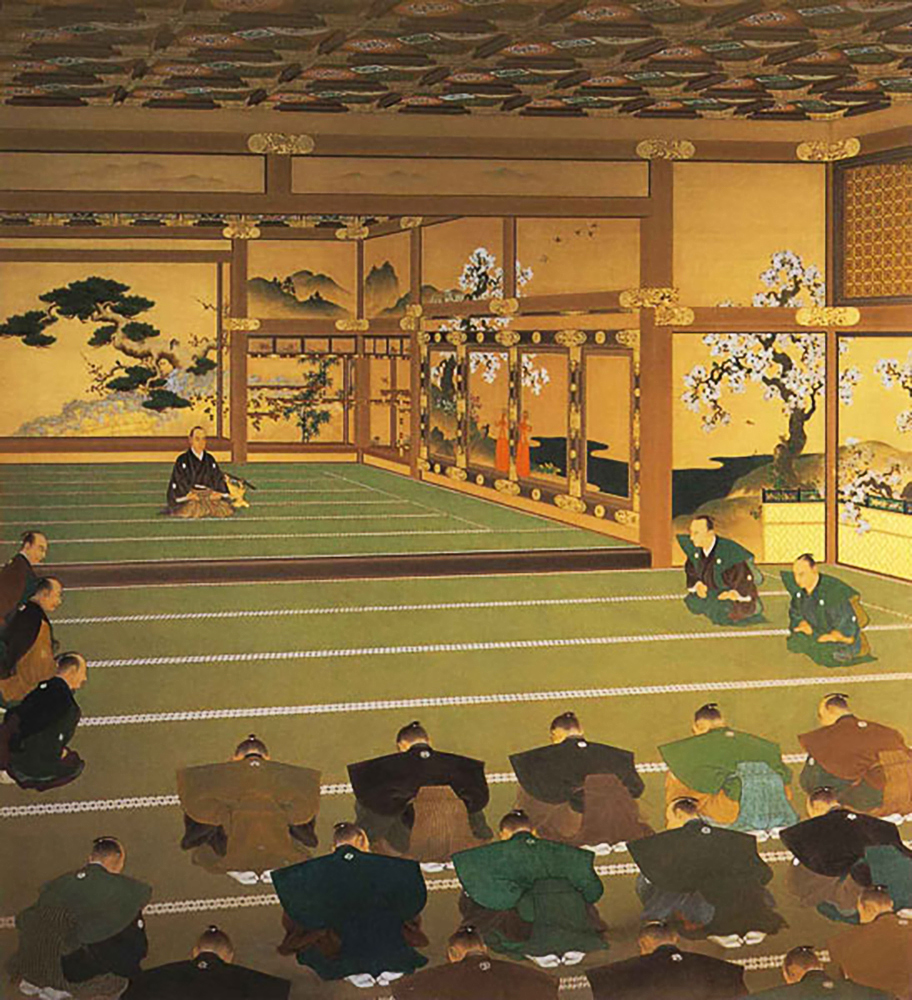
大政奉還
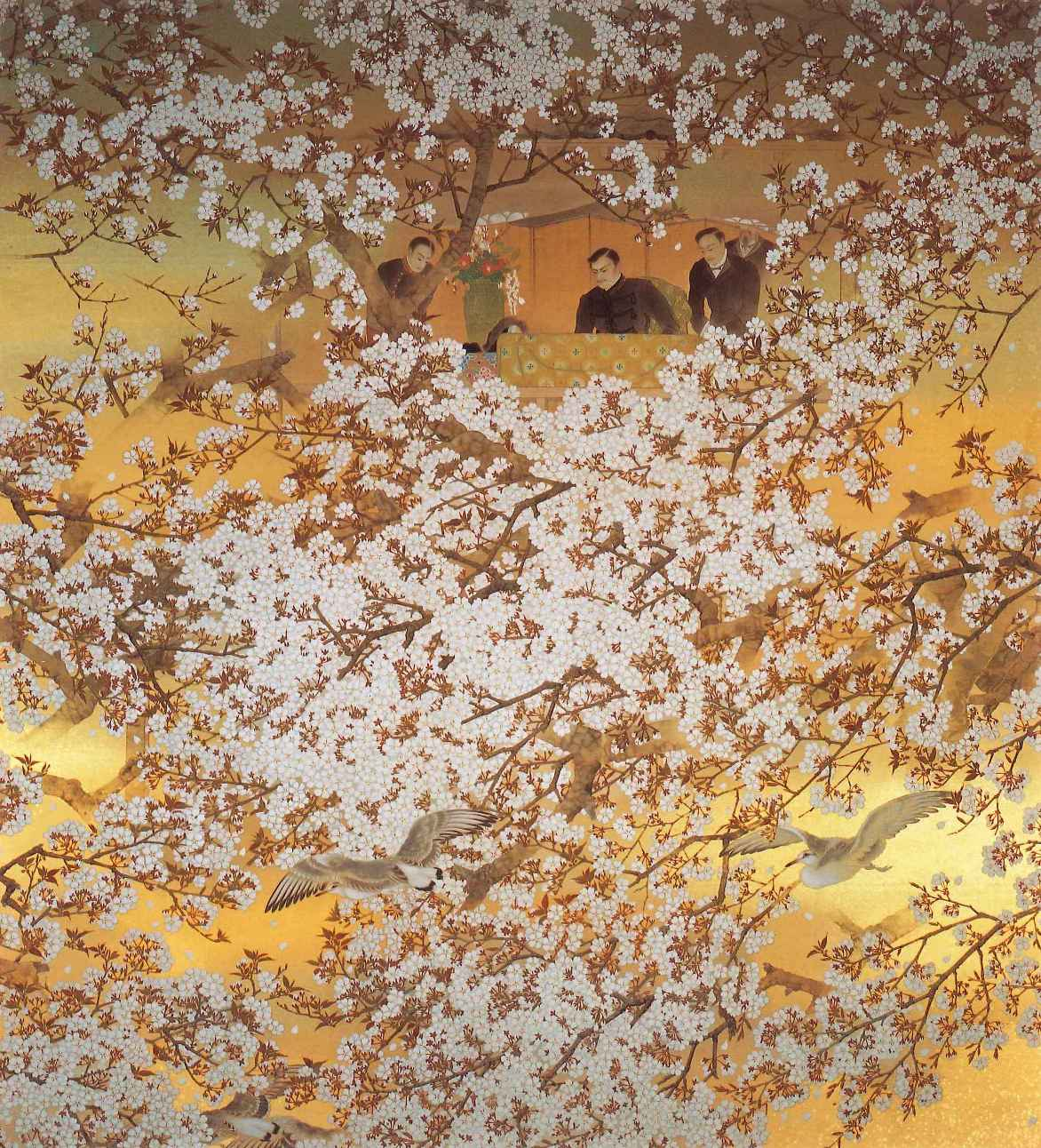
徳川邸行幸
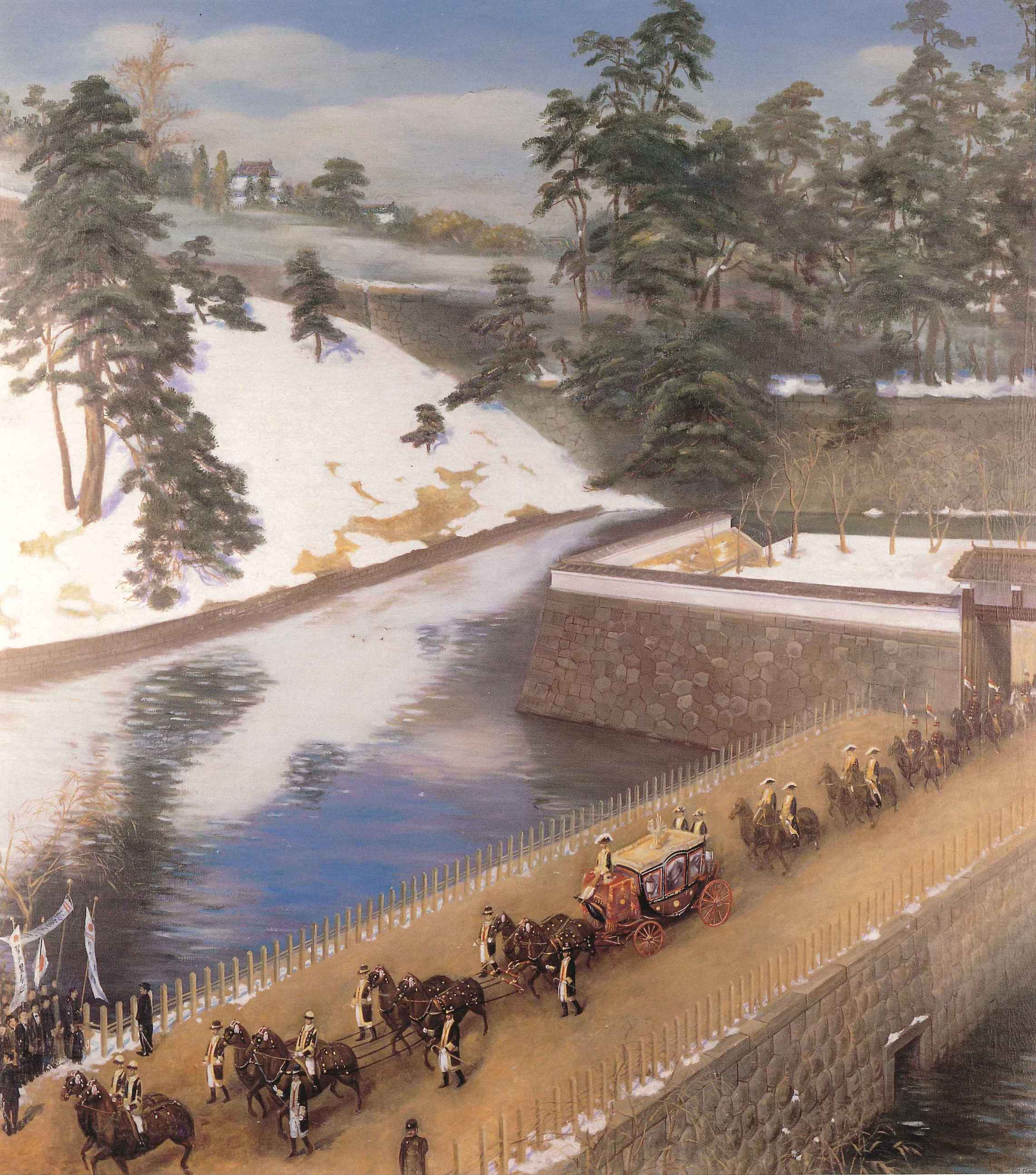
憲法発布観兵式行幸啓
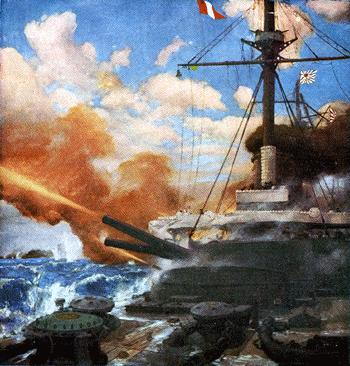
日露役日本海海戦
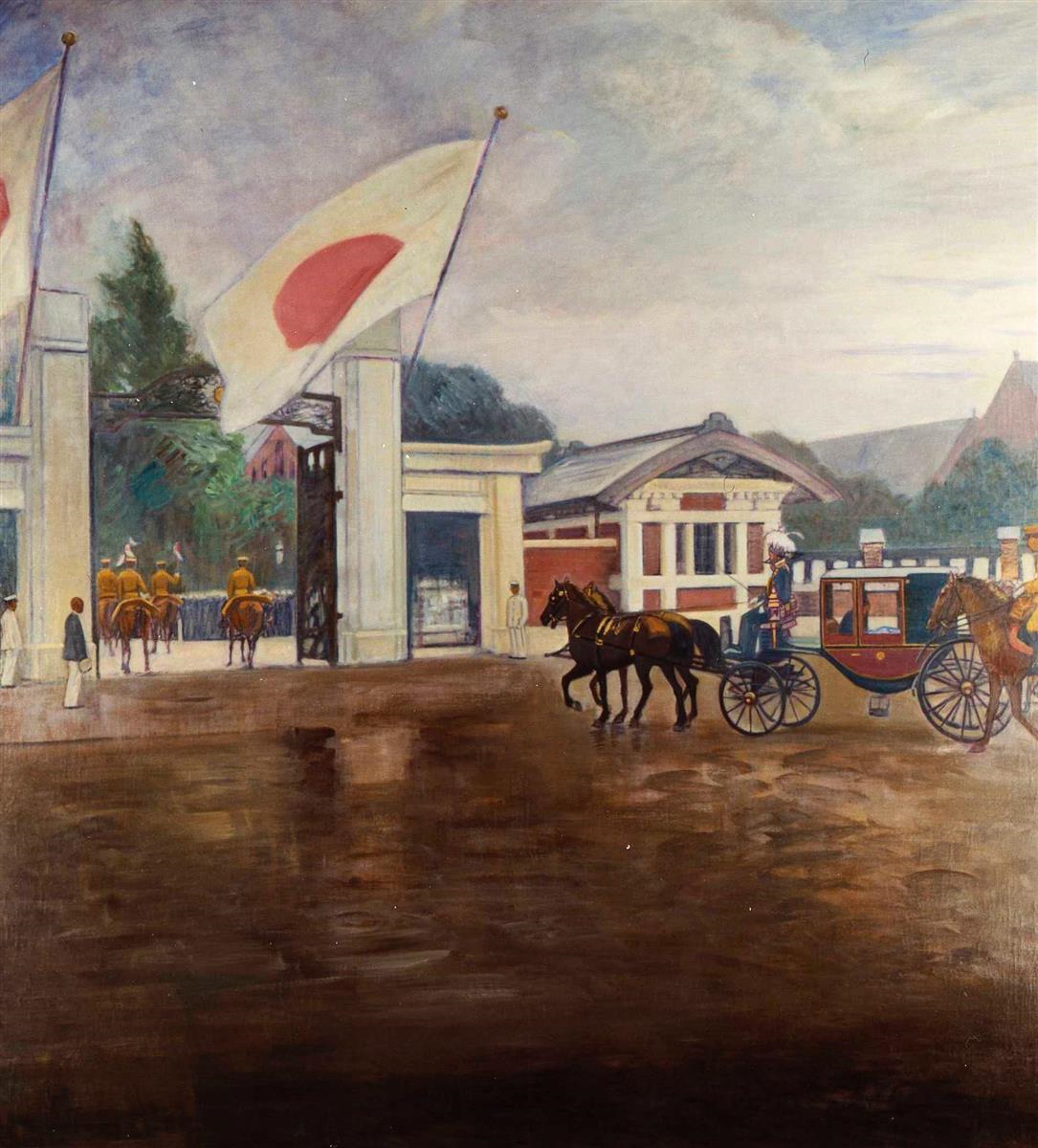
東京帝国大学行幸

当代一流の画家らが、史実に基づく明治天皇と美子皇后（昭憲皇太后）の遺徳を描いた壁画を年代順に展示。縦約2.7m×横約2.1～2.5mの日本画 (40点)・洋画 (40点)、併せて80点が常設展示されている。《江戸開城談判》、《東京御着輦》、《憲法発布式》など日本史の教科書にも掲載されたおなじみの作品が何点もある。整理番号が振ってあり、1番から40番が日本画、41番から80番までが洋画である。
壁画は、次の表に示すように、当時の華族のほか、国家機関、地方公共団体、民間企業などから奉納された作品である。奉納者は画題と縁故のあるものが多く、例を挙げれば、5番《大政奉還》の奉納者は大政奉還をした江戸幕府最後の将軍徳川慶喜の孫であり、21番《岩倉大使欧米派遣》は横浜市が奉納者で、横浜港から乗船する岩倉使節団が描かれている。55番《教育勅語下賜》は東京高等師範学校の卒業生団体が奉納した。
支持体には日本画も含めて特製キャンバスが推奨されたが、実際にはキャンバスか和紙の選択制だった。そのため、高橋秋華《御降誕》、山本森之助《中国西国巡幸長崎御入港》、小山栄達《習志野之原演習行幸》、近藤樵仙《皇后宮田植御覧》、近藤樵仙《西南役熊本籠城》の5点は、日本画でありながらキャンバスに描かれている。一方、寺崎武男《軍人勅諭下賜》、和田三造《大葬》の2点は、洋画にも関わらず和紙を用いている。壁画に使われているこれまでにない巨大な和紙は、この壁画のために特別に作られ「神宮紙」と呼ばれる。これは、同時期の早稲田大学図書館壁画《明暗》のために作られた更に巨大な「岡大紙」と共に、戦後の日本画で主流となる雲肌麻紙の直接の源流となった。
明治天皇を題材にした壁画の制作は、近代化以降進められていた国史編纂事業と密接に絡んでおり、画題の選定にあたった絵画館委員会のスタッフは、金子堅太郎議長以下、国史編纂事業にかかわっていたメンバーが多く起用された。そのため、画題の選定にあたっては、
- 天皇・皇后の個人にまつわる出来事より、明治期の国事にまつわる出来事を重視する。
- 天皇と特定の元勲・功臣との関係性よりも、より広範な国民との関係性を重視する。
- 画題の種類（宮中、内政、外交など）、地域に偏りが生じないようにする。

という方針がたてられた。大正7年1月、暫定的な「第一成案」（85題）が成立する。
第一成案成立後、各画題の考証調査が行われた。参考史料の研究が「維新史料編纂会」の協力の下行われたほか、画題に選ばれた現地の調査も数次にわたって綿密に行われ、通常は立ち入り不可であるところの明治宮殿、御用邸内での取材も許可された。これらの取材をもとに、二世五姓田芳柳が画題考証図（「第二成案」、80題）を制作、大正10年8月に完成した。
その後、各画題の担当画家および奉納者の選定が行われたが、国民美術協会など画家の側から、洋画・日本画の別や、五姓田が考証図で構成等を事実上先に決めていることへの反感、奉納者の画家との人脈が優先されることへの反発などの意見が出され、選定が難航する。これを受け、揮毫者選定を行うための「壁画調成委員会」が設けられ、川合玉堂、横山大観ら画家がメンバーに加わり、担当画家の選定が行われた。担当画家が決まった後も、下絵の段階で構図を巡って担当画家、明治神宮奉賛会、調成委員会、奉納者らの間で意見の相違が発生し、最終的に五姓田の考証図と異なる構成になった作品もあった。。
これらの経緯により壁画制作は長引き、1926年（大正15年）に絵画館が落成した時点で、中身の壁画は80点中5点しか完成していなかった。最終的に80点がそろったのは、昭和11年（1936年）のことである。五姓田による画題考証図は、その後修正を施し、更に《伏見桃山陵》が加えた81点が『明治天皇紀附図』として『明治天皇紀』に加えられた。
日本画
| 番号 | 画題（日本画）         | 画家       | 奉納者                     | 壁画の舞台                                                         | 完成年             |
| ---- | ---------------------- | ---------- | -------------------------- | ------------------------------------------------------------------ | ------------------ |
| 1    | 御降誕                 | 高橋秋華   | 侯爵 中山輔親              | 嘉永5年9月22日（1852年11月3日）京都・中山忠能邸                    | 昭和5年（1930年）  |
| 2    | 御深曾木               | 北野恒富   | 男爵 鴻池善右衛門          | 万延元年閏3月16日（1860年5月6日）京都・京都御所御三間              | 昭和9年（1934年）  |
| 3    | 立親王宣下             | 橋本永邦   | 三菱合資会社               | 万延元年9月28日（1860年11月10日）京都・京都御所紫宸殿左近陣座      | 昭和6年（1931年）  |
| 4    | 践祚                   | 川﨑小虎   | 侯爵 池田宣政              | 慶応3年1月9日（1867年2月13日）京都・京都御所清涼殿                 | 昭和5年（1930年）  |
| 5    | 大政奉還               | 邨田丹陵   | 公爵 徳川慶光              | 慶応3年10月13日（1867年11月8日）京都・二条城二の丸御殿大広間       | 昭和10年（1935年） |
| 6    | 王政復古               | 島田墨仙   | 侯爵 松平康荘              | 慶応3年12月9日（1868年1月3日）京都・京都御所紫宸殿                 | 昭和6年（1931年）  |
| 7    | 伏見鳥羽戦             | 松林桂月   | 公爵 毛利元昭              | 明治元年(慶応4年)1月5日（1868年1月29日）京都・淀小橋際千両松       | 昭和8年（1933年）  |
| 8    | 御元服                 | 伊東紅雲   | 公爵 近衛文麿              | 明治元年(慶応4年)1月15日（1868年2月8日）京都・京都御所紫宸殿       | 昭和3年（1928年）  |
| 9    | 二条城太政官代行幸     | 小堀鞆音   | 男爵 三井八郎右衛門        | 明治元年(慶応4年)2月3日（1868年2月25日）京都・二条城東大手門       | 昭和8年（1933年）  |
| 10   | 大総督熾仁親王京都進発 | 高取稚成   | 侯爵 蜂須賀正韶            | 明治元年(慶応4年)2月15日（1868年3月8日）京都・京都御所建礼門       | 昭和6年（1931年）  |
| 11   | 各国公使召見           | 広島晃甫   | 侯爵 伊達宗彰              | 明治元年(慶応4年)2月30日（1868年3月23日）京都・京都御所紫宸殿      | 昭和5年（1930年）  |
| 12   | 五箇條御誓文           | 乾南陽     | 侯爵 山内豊景              | 明治元年(慶応4年)3月14日（1868年4月6日）京都・京都御所紫宸殿       | 昭和3年（1928年）  |
| 13   | 江戸開城談判           | 結城素明   | 侯爵 西郷吉之助・伯爵 勝精 | 明治元年(慶応4年)3月14日（1868年4月6日）江戸・薩摩藩江戸藩邸蔵屋敷 | 昭和10年（1935年） |
| 14   | 大阪行幸諸藩軍艦御覧   | 岡田三郎助 | 侯爵 鍋島直映              | 明治元年(慶応4年)3月26日（1868年4月16日）大阪・大阪湾天保山沖      | 昭和11年（1936年） |
| 15   | 即位礼                 | 猪飼嘯谷   | 京都市                     | 明治元年(慶応4年)8月27日（1868年10月12日）京都・京都御所紫宸殿     | 昭和9年（1934年）  |
| 16   | 農民収穫御覧           | 森村宜稲   | 侯爵 徳川義親              | 明治元年9月27日（1868年11月11日）尾張・熱田八丁畷                  | 昭和5年（1930年）  |
| 17   | 東京御着輦             | 小堀鞆音   | 東京市                     | 明治元年10月13日（1868年11月26日）東京・東京城西の丸下乗橋         | 昭和9年（1934年）  |
| 18   | 皇后冊立               | 菅楯彦     | 大阪市                     | 明治元年12月28日（1869年2月9日）京都・京都御所玄輝門               | 昭和10年（1935年） |
| 19   | 神宮親謁               | 松岡映丘   | 侯爵 池田仲博              | 明治2年3月12日（1868年4月23日）伊勢・皇大神宮                      | 昭和11年（1936年） |
| 20   | 廃藩置県               | 小堀鞆音   | 伯爵 酒井忠正              | 明治4年7月14日（1871年8月29日）東京・皇居                          | 昭和6年（1931年）  |
| 21   | 岩倉大使欧米派遣       | 山口蓬春   | 横浜市                     | 明治4年11月12日（1871年12月23日）神奈川・横浜港                    | 昭和9年（1934年）  |
| 22   | 大嘗祭                 | 前田青邨   | 伯爵 亀井茲常              | 明治4年11月17日（1871年12月28日）東京・皇居吹上御苑                | 昭和8年（1933年）  |
| 23   | 中国西国巡幸長崎御入港 | 山本森之助 | 長崎市                     | 明治5年6月14日（1872年7月19日）長崎・長崎港                        | 昭和3年（1928年）  |
| 24   | 中国西国巡幸鹿児島着御 | 山内多門   | 鹿児島市                   | 明治5年6月22日（1872年7月27日）鹿児島・鶴丸城御楼門                | 昭和5年（1930年）  |
| 25   | 京浜鉄道開業式行幸     | 小村大雲   | 鉄道省                     | 明治5年9月12日（1872年10月14日）東京・新橋停車場                   | 昭和3年（1928年）  |
| 26   | 琉球藩設置             | 山田真山   | 首里市                     | 明治6年（1873年）沖縄・那覇港波上宮                                | 昭和10年（1935年） |
| 27   | 習志野之原演習行幸     | 小山栄達   | 侯爵 西郷従徳              | 明治6年（1873年）千葉・習志野原                                    | 昭和4年（1929年）  |
| 28   | 富岡製糸場行啓         | 荒井寛方   | 大日本蚕糸会               | 明治6年（1873年）群馬・富岡製糸場                                  | 昭和8年（1933年）  |
| 29   | 御練兵                 | 町田曲江   | 十五銀行                   | 明治7年（1874年）東京・赤坂仮皇居                                  | 昭和3年（1928年）  |
| 30   | 侍講進講               | 堂本印象   | 台湾銀行                   | 明治7年（1874年）東京・赤坂仮皇居御座所                            | 昭和9年（1934年）  |
| 31   | 徳川邸行幸             | 木村武山   | 侯爵 徳川圀順              | 明治8年（1875年）東京・徳川昭武邸                                  | 昭和5年（1930年）  |
| 32   | 皇后宮田植御覧         | 近藤樵仙   | 公爵 一条実孝              | 明治8年（1875年）東京・赤坂仮皇居                                  | 昭和2年（1927年）  |
| 33   | 地方官会議臨御         | 磯田長秋   | 侯爵 木戸幸一              | 明治8年（1875年）東京・東本願寺書院                                | 昭和3年（1928年）  |
| 34   | 女子師範学校行啓       | 矢沢弦月   | 桜蔭会                     | 明治8年（1875年）東京・女子師範学校                                | 昭和9年（1934年）  |
| 35   | 奥羽巡幸馬匹御覧       | 根上富治   | 日本勧業銀行               | 明治9年（1876年）岩手・盛岡八幡宮                                  | 昭和9年（1934年）  |
| 36   | 畝傍陵親謁             | 吉田秋光   | 男爵 住友吉左衛門          | 明治10年（1877年）奈良・畝傍山東北陵                               | 昭和7年（1932年）  |
| 37   | 西南役熊本籠城         | 近藤樵仙   | 侯爵 細川護立              | 明治10年（1877年）熊本・花岡山                                     | 大正15年（1926年） |
| 38   | 内国勧業博覧会行幸啓   | 結城素明   | 侯爵 大久保利和            | 明治10年（1877年）東京・上野恩賜公園                               | 昭和11年（1936年） |
| 39   | 能楽御覧               | 木島桜谷   | 男爵 藤田平太郎            | 明治11年（1878年）東京・青山御所                                   | 昭和9年（1934年）  |
| 40   | 初雁の御歌             | 鏑木清方   | 明治神宮奉賛会             | 明治11年（1878年）東京・赤坂仮皇居                                 | 昭和7年（1932年）  |

洋画
| 番号 | 画題（洋画）         | 画家               | 奉納者                 | 壁画の舞台                                               | 完成年             |
| ---- | -------------------- | ------------------ | ---------------------- | -------------------------------------------------------- | ------------------ |
| 41   | グラント将軍と御対話 | 大久保作次郎       | 子爵 渋沢栄一          | 明治12年（1879年）東京・浜離宮中島の御茶屋               | 昭和5年（1930年）  |
| 42   | 北海道巡幸屯田兵御覧 | 高村真夫           | 北海道庁               | 明治14年（1881年）北海道・山鼻村                         | 昭和3年（1928年）  |
| 43   | 山形秋田巡幸鉱山御覧 | 五味清吉           | 男爵 古河虎之助        | 明治14年（1881年）秋田・院内鉱山                         | 大正15年（1926年） |
| 44   | 兌換制度御治定       | 松岡寿             | 日本銀行               | 明治14年（1881年）東京・赤坂仮皇居御座所                 | 昭和3年（1928年）  |
| 45   | 軍人勅諭下賜         | 寺崎武男           | 公爵 山縣伊三郎        | 明治15年（1882年）東京・赤坂仮皇居御座所                 | 大正15年（1926年） |
| 46   | 条約改正会議         | 上野広一           | 侯爵 井上勝之助        | 明治15年（1882年）東京・外務省                           | 昭和6年（1931年）  |
| 47   | 岩倉邸行幸           | 北蓮蔵             | 商業会議所連合会       | 明治16年（1883年）東京・岩倉具視邸                       | 昭和2年（1927年）  |
| 48   | 華族女学校行啓       | 跡見泰             | 常磐会                 | 明治18年（1885年）東京・四谷尾張町華族女学校             | 昭和2年（1927年）  |
| 49   | 東京慈恵医院行啓     | 満谷国四郎         | 東京慈恵会             | 明治20年（1887年）東京・東京慈恵医院                     | 昭和2年（1927年）  |
| 50   | 枢密院憲法会議       | 五姓田芳柳 (2代目) | 公爵 伊藤博邦          | 明治21年（1888年）東京・赤坂仮皇居御会食所               | 大正15年（1926年） |
| 51   | 憲法発布式           | 和田英作           | 公爵 島津忠重          | 明治22年（1889年）東京・明治宮殿正殿                     | 昭和11年（1936年） |
| 52   | 憲法発布観兵式行幸啓 | 片多徳郎           | 日本興業銀行           | 明治22年（1889年）東京・桜田門                           | 昭和3年（1928年）  |
| 53   | 歌御会始             | 山下新太郎         | 宮内省                 | 明治23年（1890年）東京・明治宮殿鳳凰の間                 | 昭和2年（1927年）  |
| 54   | 陸海軍大演習御統監   | 長原孝太郎         | 名古屋市               | 明治23年（1890年）愛知・雁宿山                           | 昭和6年（1931年）  |
| 55   | 教育勅語下賜         | 安宅安五郎         | 茗渓会                 | 明治23年（1890年）東京・明治宮殿表御座所                 | 昭和2年（1927年）  |
| 56   | 帝国議会開院式臨御   | 小杉未醒           | 貴族院・衆議院         | 明治23年（1890年）東京・貴族院議場                       | 昭和3年（1928年）  |
| 57   | 大婚二十五年祝典     | 長谷川昇           | 華族会館               | 明治27年（1894年）東京・明治宮殿正殿                     | 昭和2年（1927年）  |
| 58   | 日清役平壌戦         | 金山平三           | 神戸市                 | 明治27年（1894年）平壌                                   | 昭和8年（1933年）  |
| 59   | 日清役黄海海戦       | 太田喜二郎         | 大阪商船株式会社       | 明治27年（1894年）黄海                                   | 昭和2年（1927年）  |
| 60   | 広島大本営軍務親裁   | 南薫造             | 侯爵 浅野長勲          | 明治27-28年（1894-95年）広島・第5師団司令部              | 昭和3年（1928年）  |
| 61   | 広島予備病院行啓     | 石井柏亭           | 日本医学会・日本医師会 | 明治28年（1895年）広島・陸軍予備病院                     | 昭和4年（1929年）  |
| 62   | 下関講和談判         | 永地秀太           | 下関市                 | 明治28年（1895年）下関・春帆楼                           | 昭和4年（1929年）  |
| 63   | 台湾鎮定             | 石川寅治           | 台湾総督府             | 明治28年（1895年）台北府城承恩門                         | 昭和3年（1928年）  |
| 64   | 靖国神社行幸         | 清水良雄           | 第一銀行               | 明治28年（1895年）東京・靖国神社本殿                     | 昭和4年（1929年）  |
| 65   | 振天府               | 川村清雄           | 公爵 徳川家達          | 明治30年（1897年）東京・宮城御府                         | 昭和6年（1931年）  |
| 66   | 日英同盟             | 山本鼎             | 朝鮮銀行               | 明治35年（1902年）東京・貴族院                           | 昭和7年（1932年）  |
| 67   | 赤十字社総会行啓     | 湯浅一郎           | 日本赤十字社           | 明治35年（1902年）東京・上野恩賜公園                     | 昭和4年（1929年）  |
| 68   | 対露宣戦布告御前会議 | 吉田苞             | 公爵 松方巌            | 明治37年（1904年）東京・明治宮殿表御座所                 | 昭和9年（1934年）  |
| 69   | 日露役旅順開城       | 荒井陸男           | 関東庁                 | 明治38年（1905年）旅順口水師営会見所                     | 昭和3年（1928年）  |
| 70   | 日露役奉天戦         | 鹿子木孟郎         | 南満州鉄道株式会社     | 明治38年（1905年）奉天城南大門                           | 大正15年（1926年） |
| 71   | 日露役日本海海戦     | 中村不折           | 日本郵船株式会社       | 明治38年（1905年）日本海                                 | 昭和3年（1928年）  |
| 72   | ポーツマス講和談判   | 白滝幾之助         | 横浜正金銀行           | 明治38年（1905年）アメリカ・ポーツマス海軍工廠第86号ビル | 昭和6年（1931年）  |
| 73   | 凱旋観艦式           | 東城鉦太郎         | 海軍省                 | 明治38年（1905年）神奈川・横浜沖                         | 昭和4年（1929年）  |
| 74   | 凱旋観兵式           | 小林万吾           | 陸軍省                 | 明治39年（1906年）東京・青山練兵場                       | 昭和6年（1931年）  |
| 75   | 樺太国境画定         | 安田稔             | 日本石油株式会社       | 明治39-40年（1906-07年）樺太日露国境                     | 昭和7年（1932年）  |
| 76   | 観菊会               | 中沢弘光           | 侯爵 徳川頼貞          | 明治42年（1909年）東京・赤坂御苑                         | 昭和6年（1931年）  |
| 77   | 日韓合邦             | 辻永               | 朝鮮各道               | 明治43年（1910年）京城南大門                             | 昭和2年（1927年）  |
| 78   | 東京帝国大学行幸     | 藤島武二           | 侯爵 前田利為          | 明治45年（1912年）東京・東京帝国大学正門                 | 昭和11年（1936年） |
| 79   | 不豫                 | 田辺至             | 東京府                 | 明治45年（1912年）東京・二重橋外宮城前広場               | 昭和2年（1927年）  |
| 80   | 大葬                 | 和田三造           | 明治神宮奉賛会         | 大正元年（1912年）京都・伏見桃山陵                       | 昭和8年（1933年）  |

ギャラリー
- 展示風景
- 大政奉還
- 徳川邸行幸
- 憲法発布観兵式行幸啓
- 日露役日本海海戦
- 東京帝国大学行幸

## 開館時間、入館料、アクセス
- 開館時間：10:00 - 16:30（最終入館16:00） 年末年始（12月29日 - 1月3日）は10:00 - 16:00（最終入館15:30）
- 休館日：水曜日（祝日の場合は直後の平日）
- 入館料（施設維持協力金）: 500円

アクセス
- JR中央総武線各駅停車　信濃町駅より徒歩3分
- JR中央総武線各駅停車　千駄ヶ谷駅より徒歩10分
- 地下鉄青山一丁目駅・外苑前駅より各徒歩10分
- 都営地下鉄大江戸線　国立競技場駅より徒歩5分

## 景観破壊問題

### 2011年
東京都による眺望保全対象建築物にも指定されている聖徳記念絵画館であるが、その後方にあたる近辺に建設が計画された大型超高層ビルにより、イチョウ並木から絵画館を望む現在の美観が損なわれることが問題になった。
問題となったのは住友不動産が新宿区内大久保3丁目で計画を進めていた地上45階建て、高さ160mのタワーマンション「ラ・トゥール新宿ガーデン（住友不動産新宿ガーデンタワー）」など三棟の大型建築物。これら超高層ビル三棟は2013年（平成25年）の完成が予定され、これらが完成すると、ビルはイチョウ並木から望む絵画館の円形ドームの上部と左後方に大きくはみ出す形で出現することになる。
東京都では歴史的建築物の眺望を保護するため2007年（平成19年）に施行した景観計画で、絵画館を含む東京都心4カ所について、後方2kmまでの景観誘導区域では対象建築物より高く見える建物を建てないよう制限しているものの、今回の計画地までは2km以上の距離があるため、これによる規制対象にはならなかった。

## 備考
絵画館前の広場は、第二次世界大戦の敗戦以前は庭園となっていたが、敗戦後連合国軍に外苑が接収された後にソフトボール場やテニスコート等が設けられた。1952年の接収解除後も、ソフトボール場などはそのまま残り、一般への貸出も行われるようになった。
絵画館前の通り（特別区道43－650）には、「ワービット舗装（ワーレナイト・ビチュリシック工法による舗装の略称）」を用いた、大正15年（1926 年）完成の我が国最古級の車道用アスファルト舗装が現存する。平成16年度選奨土木遺産に認定されており、保存のためインターロッキングブロック舗装（ILB舗装）を被せる工事が施されているが、一部は直接見ることができるようになっている。
絵画館前の道路を利用し、警視庁機動隊観閲式が毎年5月下旬～6月中旬（前身である「警視庁予備隊」の創設日である5月25日に併せて）に実施されている。
1970年3月20日、フジテレビの深夜番組『ナイトショー』で、「絵画館前のイチョウ並木に隠された台本を見つけ、番組に届けたら賞金1万円をプレゼント」という宝探しの企画が発表された。これを聴いた視聴者が深夜のイチョウ並木周辺に約100人が殺到、交通事故も起きる騒ぎとなった。

## 参考資料
- 明治神宮外苑 編・発行 『明治神宮 聖徳記念絵画館壁画』新版1992年
- 明治神宮編 『明治神宮叢書 第二十巻 図録編』 明治神宮社務所 国書刊行会、2000年11月、ISBN 978-4-336-04230-9
- 「新指定の文化財」『月刊文化財』574号、第一法規、2011年（平成23年）
- 明治神宮外苑編 『聖徳記念絵画館オフィシャルガイド～幕末・明治を一望する～』 東京書籍、2016年9月、ISBN 978-4-487-81044-4
- 今泉宜子『明治神宮　「伝統」を創った大プロジェクト』新潮社〈新潮選書〉、2013年2月。ISBN 978-4-10-603723-8。